# Aphilorheithrus stepheni
Aphilorheithrus stepheni är en nattsländeart som beskrevs av Martin E. Mosely 1936. Aphilorheithrus stepheni ingår i släktet Aphilorheithrus och familjen Philorheithridae. Inga underarter finns listade i Catalogue of Life.